# Teologia Augustyna z Hippony

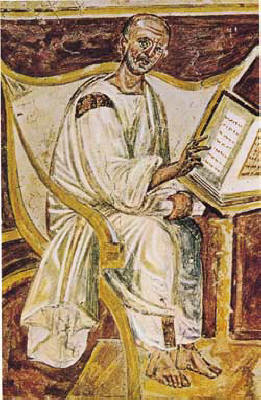
Augustyn teolog. Najstarszy wizerunek Augustyna. Pochodzi z VI wieku i znajduje się w kaplicy przy sanktuarium Świętych schodów w pobliżu rzymskiej bazyliki św. Jana na Lateranie.

Teologia Augustyna z Hippony – refleksja teologiczna biskupa Hippony, Ojca Kościoła łacińskiego z przełomu IV i V wieku. Nauczanie biskupa Augustyna na temat grzechu pierworodnego i darmowego charakteru zbawienia prostujące błędy pelagian zyskało mu miano Doktora łaski.

## Ogólna charakterystyka
Refleksja teologiczna Augustyna miała charakter ściśle chrystocentryczny oraz eschatologiczny. Osoba i dzieło Chrystusa były dla biskupa Hippony punktem wyjścia zarówno dla analiz trynitarnych, teologii łaski, jak i jego nauczania o Kościele jako wspólnocie zbawienia, pielgrzymującej w doczesności i ożywianej nadzieją eschatologicznego spełnienia w zmartwychwstaniu. Również przedstawiając cnoty oraz zmagania chrześcijańskiego życia, Augustyn wychodził od refleksji nad Chrystusem.
U podstaw teologii Augustyna, ale także jego refleksji w innych dziedzinach, jak filozofia, pedagogika czy polityka, było przekonanie, że miłość stanowi cel i kryterium poznania intelektualnego. Miłość rozumiał jako nieodłączną od prawdy i prawego życia:

Prawdziwa miłość polega na tym, abyśmy przywiązali się do prawdy i sprawiedliwie żyli.

Przekonanie to – jak zwrócił uwagę Jan Paweł II – Augustyn przejął z Pisma Świętego, które całe mówi o Chrystusie i wzywa do miłości.
W teologii Augustyna bardzo wyraźnie widać ideową bliskość wobec filozofii neoplatońskiej. Komentatorzy zgodnie jednak podkreślają, że jego refleksja rozumowa, podobnie jak u Ojców piszących przed nim, była ściśle podporządkowana wierze i przez nią korygowana. Augustyn wyraził to w następującej zasadzie, wypowiedzianej w jednej z homilii: Zrozum, byś uwierzył; wierz byś zrozumiał (Homilia 43,7; por. List 120,3; O Trójcy Świętej I,1.1.).

### Pismo święte jako źródło
Cała teologia Doktora Kościoła czerpała z jego egzegezy. «Doctrina christiana» była dla niego synonimem «doctrina de Scriptura sacra». Według opinii Ojca Lagrange'a, chociaż brak informacji historycznych i filologicznych, którymi dysponujemy obecnie był przyczyną licznych luk w egzegezie augustyńskiej, genialne intuicje oraz niezwykły «sensus Ecclesiae» w ogromnej części zrekompensowały tę słabość i pozwoliły Augustynowi odsłonić prawdziwe znaczenie bardzo niejasnych fragmentów biblijnych.

### Metoda
Augustyn mając swoje własne podejście do teologii, przyswoił sobie całą różnorodność metod i punktów patrzenia. Eugene TeSelle podał zestaw dyscyplin i metod obecnie wykorzystywanych oddzielnie, które Augustyn stosował równolegle: filozofia przyrody, krytyka filozoficzna, fenomenologia duszy (phenomenology of finite spirit), teologia racjonalna, teologia doktrynalna inaczej teologia historii zbawienia, teologia spekulatywna albo Glaubenslehre, teologia mistagogiczna albo mistyczna, etyka, eklezjologia, teologia kultury, politologia, logika i retoryka.
Augustyn był bardzo uniwersalnym teologiem, interesował się wieloma zagadnieniami, które z właściwą sobie dyscypliną intelektualną i precyzją rozumowania analizował. Jego podstawowa zasada głosiła, że wiedza, której dostarcza Objawienie nie może być sprzeczna z danymi dostarczanymi przez nauki czerpiące z doświadczenia, np. przyrodnicze czy matematyczne. Podejście to docenił jeden z luminarzy epoki Odrodzenia Galileusz. Szacunek biskupa Hippony dla danych nauk ścisłych – choć teologia była dla niego pierwszą z nauk – pokazuje następujący fragment. Augustyn komentuje w nim dwa źródła wiedzy na temat budowy sklepienia niebieskiego – Pismo święte i wiedzę astronomów:

Lecz spyta się jednak ktoś, czy tym, którzy przypisują niebu postać sfery, nie sprzeciwia się nasze Pismo, w którym napisano: «niebo rozpostarłeś jak namiot» (Ps 104,2)? Oczywiście, że może się to sprzeciwiać, jeśli to, co oni mówią, jest błędne; albowiem raczej prawdą jest to, co twierdzi boski autorytet, niż hipotezy stawiane przez ludzką słabość. Ale gdyby potrafili wykazać to, tak przekonującymi dowodami, że nie byłoby tu żadnej wątpliwości, wtedy należy pokazać, iż to, co powiedziano o namiocie nie sprzeciwia się tym ich prawdziwym racjom. Inaczej sprzeciwiałoby się temu także samo nasze Pismo, które w innym miejscu powiada, że niebo jest zawieszone niczym sklepienie (Iz 40,22, za LXX). Cóż bowiem jest bardziej przeciwstawnego, niż rozciągnięta płasko skóra namiotowa i wypukły kształt sklepienia

Według Agostino Trapè Augustyn łączył umiejętnie zasady teologii z zasadami prowadzenia polemiki w czasie wieloletniej kontrowersji pelagiańskiej. Według włoskiego uczonego, metodę Augustyna można streścić w następujących stwierdzeniach. Biskup Hippony argumentował:
1. nie na temat osoby, lecz na temat przedmiotu
2. nie historycznie, lecz doktrynalnie
3. nie na temat spraw marginalnych, lecz o tym co istotne
4. nie filozoficznie, lecz teologicznie
5. nie wycinkowo, lecz syntetycznie i całościowo
6. nie od tego, co niejasne przechodząc do rzeczy oczywistych, lecz od tego, co jasne ku temu, co ciemne[12]

### Główne tematy
Podstawową strukturę teologii Augustyna wyznacza, według Oliviera du Roy OSB oraz Goulvena Madeca AA, to co dostrzegł oczami duszy w czasie swego nawrócenia – Chrystus, wcielony Syn Boży jako pokorna i bezpieczna droga do „błogosławionej ojczyzny” (por. Wyznania VII,20).
Ogarnięcie i podsumowanie jego dzieła teologicznego, ze względu na obszerność prac i wypowiedzi Augustyna, które pozostawił po sobie, jest niezwykle trudnym zadaniem.
Starsza szkoła, znajdująca się pod wpływem teologii scholastycznej, próbowała wyodrębnić poszczególne tematy, na wzór traktatów wykładu uniwersyteckiego. Na przykład, według Eugène’a Portalié, reprezentującego tradycyjne podejście teologii systematycznej z początku XX w., najważniejsze tematy nauczania Augustyna są następujące:
- Bóg i dzieła Boże
- Doktor łaski
- Doktor Kościoła i jego teoria sakramentów
- Doktor miłości, czyli teologia moralna
- Teorie eschatologiczne[15].

Próbę systematyzacji nauczania Augustyna podjął również hiszpański teolog Francisco Moriones OAR. Uczony ten dostrzegł plan myśli teologicznej biskupa Hippony w wyjściu ludzkości od Boga i jej powrocie do Boga: Bóg jest źródłem naszego pochodzenia i do Niego mamy powrócić jak do naszego ostatecznego przeznaczenia. Historia zbawienia człowieka toczy się od początkowego pragnienia szczęścia, które Bóg umieścił w ludzkim sercu w raju, do pełnego zaspokojenia pragnienia posiadania Boga w mieście niebieskim: «Panie, uczyniłeś nas dla siebie, i nasze serce jest niespokojne, aż w Tobie spocznie» (Wyznania I,1.1). Teologię Augustyna o. Moriones podzielił na teologię umysłu i teologię serca. Celem teologii umysłu jest ukazanie boskiego planu zbawienia. Jej zadaniem jest to, by rodzić, karmić, chronić i wzmacniać zdrową wiarę, która prowadzi do prawdziwej szczęśliwości (por. O Trójcy Świętej XIV,1.3). Teologia serca uznaje, że rozum nie może być oddzielony od woli, od miłości. „Żadne dobro nie jest doskonale poznane, jeśli nie jest doskonale umiłowane” (Księga osiemdziesięciu trzech kwestii 83,35 /De diversis quaestionibus/). Stąd też wynika ascetyczny charakter teologii Augustyna, w której przebija nuta kosztowania dobra duchowego (łac. fruitio).
Ujęcie systematyczne refleksji Augustyna, według traktatów teologiczno-dogmatycznych, skrytykował Willliam Harmless SJ, należący do nowego, posoborowego pokolenia teologów zajmujących się teologią biskupa Hippony. Uznał, że „pozostawia ono fałszywe wrażenie, że Augustyn był teologiem systematycznym”. Według amerykańskiego uczonego, zbyt arbitralne, teoretyczne wyodrębnienie tematów nauczania Augustyna, wyrywa jego „teksty z ich naturalnego kontekstu, a raczej z ich wielu różnych kontekstów: literackiego, społecznego, historycznego i religijnego”. Nie były one przecież teoretycznymi rozprawami, lecz powstały dla bardzo konkretnych odbiorców, w konkretnych okolicznościach. Augustyn nie był akademickim teologiem, lecz duszpasterzem. Jego teologia jest więc owocem troski i sporów, które przeżywał w codzienności wspólnoty Kościoła, której był biskupem. Harmless postulował ukazanie całości nauczania Augustyna najpierw poprzez przedstawienie trzech najbardziej znanych dzieł:
- Wyznań, w których odczytywał swe życie przez „biblijne soczewki”.
- O Trójcy Świętej, w którym Augustyn nauczał jak poprawnie mówić „o Trójcy, którą jest Bóg”.
- Państwo Boże – w pierwszych dziesięciu księgach Augustyn odpierał „próżność bezbożnych”, w następnych dwunastu, opisał religię chrześcijańską i bronił jej.

Następnie należałoby omówić trzy najważniejsze kontrowersje: manichejską, donatystyczną i pelagiańską. W nich, oczywiście, zawierają się tematy związane z wiarą, łaską, Kościołem, Trójcą Świętą. Z kolei powinno się przedstawić jego wczesną refleksję filozoficzną, posługę biskupią, kaznodziejstwo, oraz wyjaśnianie Biblii (Egzegeza).

## Bóg i dzieła Boże

### Tajemnica Trójcy
Refleksja Augustyna na temat Trójcy jest ściśle powiązana z refleksją na temat Wcielenia. Rolę decydującą odegrało dla jej ukształtowania doświadczenie nawrócenia w 386 r., opisane w VII księdze Wyznań. Augustyn podejmował refleksję nad troistością Boga w pismach filozoficznych powstałych właśnie w tym okresie. By opisać tę tajemnicę, zanim przyswoił sobie klasyczny język teologiczny, spoglądał w kierunku terminów filozofii neoplatońskiej, poszczególnych hipostaz: źródła, intelektu, emanacji. Źródło (principium) to Ojciec, Intelekt to Syn. U neoplatończyków było to pochodzenie (processio) o charakterze podporządkowania. Augustyn przekształcił je w pochodzenie zachowujące doskonałą równość terminów (por. O porządku II,5.16; O życiu szczęśliwym 4,34). Augustyn podkreślał w Wyzanianiach kontrast między bezradnością i pychą dociekań filozoficznych, a możliwościami, jakie otwarł dla niego Chrystus, „fundament pokory”. Mówił o dostrzeganiu różnicy „między zarozumiałością a wyznaniem, między tymi, którzy wiedzą, dokąd należy iść, lecz nie znają wiodącej tam drogi, a tymi, którzy dobrze rozpoznają drogę do błogosławionej ojczyzny” (Wyznania VII,20).
Według Oliviera du Roya OSB, aby dostrzec genezę teologii trynitarnej Augustyna w pierwszych latach po nawróceniu, w okresie przed święceniami w 391 r., trzeba zbadać wiele triad, o których wspominał mówiąc o mądrości, szczęściu, porządku, wolnej woli itd. Augustyn zdawał się prowadzić w tle nieustannie refleksję nad tajemnicą Trójcy.
Już jako biskup Hippony rozwinął swoją teologię trynitarną w jednym z dzieł swego życia zatytułowanym O Trójcy Świętej. „Jako młody człowiek rozpocząłem, jako starzec wydałem” (iuvenes inchoavi, senex edidi) – napisał o swym dziele do biskupa Kartaginy Aurelisza w liście 174,1. W De Trinitate Augustyn ukazał najpierw, czerpiąc z Pisma świętego, jedność Trójcy i równość Osób i analizował fragmenty biblijne, które wyjaśniają i obalają zarzuty przeciwko boskości Syna i Ducha Świętego. W drugiej części swego dzieła, podejmując właściwą sobie refleksję spekulatywną Augustyn analizował ludzką wiedzę o Trójcy. Posłużył się do tego długą serią obrazów i analogii. W dalszym ciągu dzieła przyglądał się psychologicznej naturze człowieka, aby w duszy, drogą introspekcji odnaleźć obraz Trójcy. Odwoływał się do Księgi Rodzaju 1,26-27, gdzie mowa jest o tym, że człowiek został stworzony na obraz i podobieństwo Boga. Wnioskował, że natura ludzka w pewien sposób odzwierciedla wyciśniętą na nim boską pieczęć.

### Teologia «obrazu Bożego» w człowieku
Augustynowa teologia obrazu Bożego («imago Dei») w człowieku – jako interpretacja biblijnego wersu Księgi Rodzaju 1,27: uczyńmy człowieka na Nasz obraz i podobieństwo – rozwijała się stopniowo. Początkowo za św. Ireneuszem (+ ok. 202), którego pogląd przyjęło później wielu Ojców Kościoła, uważał Augustyn, że prawdziwym, pisanym wielką literą Obrazem Boga jest tylko Syn Ojca, Jezus Chrystus (por. Kol 1,15). Człowiek jest stworzony jedynie na obraz, czyli że jest on obrazem i podobieństwem tego jedynego Obrazu, którym jest Syn. Tak ujął to w napisanej w latach 388-396 Księdze osiemdziesięciu trzech kwestii 51.4 (De diversis quaestionibus, CCL 44A, 81 [70]). Później jednak Augustyn doszedł do wniosku, że przy stworzeniu człowieka mężczyzną i niewiastą (Rdz 1,27) Bóg wszczepił obraz Boży w ich dusze, czego wyrazem jest rozumność. To podobieństwo rozumnego umysłu do Boga jako obrazu Bożego jest w dużym stopniu zatarte przez upadek danej osoby w zmysłowość i grzech, będący skutkiem grzechu pierworodnego. Umysł może być też uśpiony czy niezbyt zdolny do pojmowania. Jednak ponieważ dusza nigdy nie może utracić swego rozumnego charakteru, zawsze pozostaje obrazem Bożym. Rozumność uzdalnia ją do kontemplacji Boga (capax Dei), do radowania się nim (frui) – gdy zostaje do tego pociągnięta łaską Boga. Zdolność do uczestniczenia w Boskiej naturze, bycie capax Dei jest jednoznaczne z byciem obrazem Boga. Augustyn pisał o tym m.in. w XIV księdze O Trójcy Świętej 4.6 (CCL 50A, 428) oraz 8.11 (CCL 50A, 436), a także w dziele O obyczajach Kościoła Katolickiego i obyczajach manichejczyków I, 30.62 (CSEL 90, 65-66; PL 32, 1336).
Pracując nad traktatem O Trójcy Świętej w latach 399-419, Augustyn dokonał swojego własnego odkrycia względem tradycyjnego nauczania wcześniejszych autorów chrześcijańskich o rozumnej części duszy jako o obrazie Bożym. Odnalazł mianowicie w samym wnętrzu człowieka triadę władz duszy rozumnej: «umysł-samopoznanie-miłość». W tych trzech członach doskonale – oczywiście Augustyn zawsze przestrzegał prawdy o nieskończonej różnicy między doskonałością stworzenia a doskonałością Stwórcy – figuratywnie przedstawiona została odrębność relacji poszczególnych Osób Boskich, jak też Ich współistotność. Umysł człowieka – symbol Ojca i samopoznanie umysłu, które jest jak zrodzone przez Ojca Słowo, symbolizuje więc Syna, są ogarnięte przez miłość umysłu – symbol Ducha Świętego. Te trzy władze duszy tworzą bez pomieszania, poprzez niecielesne objęcie umysłu i jego samopoznania przez miłość, troistą jedność. Augustyn analizował te relacje w duszy w księdze IX. Pisał m.in.: Dusza nie może siebie miłować, jeśli siebie nie zna, bo w jaki sposób kocha jeśli nie zna? (O Trójcy Świętej IX 3.3 /CCL 50, 295-296/; 8.13 /CCL 50, 304-305/; 2.2 /CCL 50, 294-295/.).
Augustyn rozumiał więź między troistym obrazem Boga w człowieku a samym Bogiem w następujący sposób:

Kogo – jeśli nie Boga – pełen jest ten, kto pełen jest miłości? «Widzę miłość i na ile potrafię, umysłem ją postrzegam. I wierzę Pismu Świętemu, które mówi, że Bóg jest miłością oraz że kto trwa w miłości, trwa w Bogu (1J 4,16). Lecz gdy ją widzę, nie widzę w niej Trójcy». Przeciwnie, prawdziwie Trójcę widzisz, jeśli widzisz miłość

J.E. Sullivan OP zauważył, że ponieważ dostrzeganie Boga w miłości było najbardziej ulubionym motywem teologicznym Biskupa Hippony, w sposób naturalny poszukiwania obrazu Boga w człowieku rozpoczął od poszukiwania miłości w duszy.

### Stworzenie świata
Augustyn interpretował opis stworzenia świata z Księgi Rodzaju 1,1-2,3 polemizując z interpretacjami manichejskimi. Szukając wytłumaczenia istnienia zła we wszechświecie, Mani (216–ok. 276) i jego uczniowie twierdzili, że w trakcie formowania się świata widzialnego cząstki boskiej rzeczywistości zostały uwięzione w środowisku materialnym, całkowicie obcym wobec boskiej dobroci. Dla Augustyna było logicznie sprzeczne by Bóg cieszący się wolnością i całkowicie dobrą wolą, właściwą Jego bóstwu, pozostawił pewne obszary stworzenia jakby wyjętymi spod Jego władzy (Wyznania VII,5.7). Również w księdze O wierze i Symbolu i Przeciwko manichejczykom komentarz do Księgi Rodzaju wykazywał, że nie jest logiczna interpretacja mówiąca, iż Bóg stworzył świat z pre-egzystującej nieuformowanej materii. Ciemność, o której mowa w Księdze Rodzaju, nie oznaczała, według Augustyna, wiecznej, niestworzonej otchłani bezładu, lecz nieobecności światła.

#### Rola aniołów i iluminacji w stworzeniu świata doczesnego
Według Augustyna, aniołowie zostali stworzeni pierwszego spośród sześciu dni biblijnego opisu stworzenia świata (por. Heksaemeron). Wtedy bowiem Bóg stworzył niebo i ziemię oraz światłość (por. Rdz 1,1-3). Niebo i światłość to symbole świata duchowego, rozumnego. Powołanie do istnienia światłości było faktycznie powołaniem do istnienia stworzeń duchowych. Ciemności zaś są symbolem nieuformowanej rzeczywistości, „ziemi, która była bezładem” (Rdz 1,2).
Aniołowie jako duchowe istoty rozumne nie tylko posiadają światło duchowe, ale są światłem (por. Komentarz słowny do Księgi Rodzaju V,13.30). Inaczej ludzie, którzy światło duchowe przyjmują od światła stwarzającego, od Słowa. Aniołowie nie mają w sobie różnicy między formą a tym co ma być uformowane, są stworzeni jako doskonali w swym bycie, ich oświecenie, iluminacja jest tożsama z ich stworzeniem. W Państwie Bożym Augustyn pisał:

Jeżeli tak się rzeczy mają, to duchy owe, które zwiemy aniołami, w żaden sposób nie mogły na początku istnieć przez czas pewien jako duchy ciemności, lecz w chwili swojego stworzenia od razu stały się światłością (XI,11, por. XII,9).

Będąc światłem zwracają się ku Stwórcy w tym samym momencie, w którym są stworzeni (Komentarz słowny do Księgi Rodzaju I,9,17). Funkcja aniołów w dalszym ciągu dzieła stwórczego Boga, w którym współpracowali ze Słowem Boga, wynika z ich natury, z tego że są światłem duchowym. Nadają oni formę ciałom, są oświeceniem tego co ciemne (por. Niedokończony komentarz słowny do Księgi Rodzaju 8,30). Ta funkcja jest możliwa dzięki temu, że mają oni jednoczesne, równoległe poznanie rzeczy – to, jakimi byty są w sobie samych i jakimi są w Bogu jako idee wieczne (por. Komentarz słowny do Księgi Rodzaju IV,29.46). Te dwa poznania oznaczane są w opisie biblijnym przez „wieczór i poranek” poszczególnych dnia stworzenia. Poznanie stworzeń samych w sobie, przez stworzenia  (creaturam per creaturam) jest niejasne jakby w zwierciadle (por. 1 Kor 13,12; por. Wyznania XII, 13.16) – jest więc oznaczane przez wieczór. Poznanie rzeczy przez Stwórcę (łac. creaturam per Creatorem), oglądając ich idee wieczne w Bogu jest jednoczesne i w całości, jest jasnym widzeniem natury rzeczy, stąd oznaczane jest przez poranek (por. Komentarz słowny do Księgi Rodzaju IV,30.47, por. IV,23.40-24.41; Państwo Boże XI,29; Wyznania XII, 9.9 oraz 15.20). Aniołowie są wzorem dla stworzeń doczesnych. Między nimi a stworzeniem materialnym jest bowiem różnica ontologiczna. Świadomość tej różnicy stała się dla ludzi dotkliwa po grzechu pierworodnym (Przeciwko manichejczykom komentarz do Księgi Rodzaju II,9.12). Aniołowie w swym doskonałym bycie ukazują spełnienie się wieków, wieczne odpocznienie, poznanie bezpośrednie Boga – wszystko to ukazane jest ludziom jako potencjalnie możliwe, jako rzeczywistość eschatologiczna.

### Chrystologia
Ujęcia chrystologiczne Augustyna nie były związane z żadną polemiką, stąd wydają się być zwyczajną prezentacją wiary Kościoła. Nie mieszcząc się zbyt łatwo w kategoriach rozwoju doktryny patrystycznej, nie były częstym tematem dla nowożytnych uczonych. Augustyn poświęcił Chrystusowi wiele głębokiej refleksji, która w okresie jego aktywności teologicznej doznała prawdziwego rozwoju. Doktryna chrystologiczna Augustyna rozsiana jest po jego pracach. Jednym z nielicznych tekstów poświęconych całkowicie tej tematyce był list 137 napisany ok. 411-412 r. do młodego senatora Wolusiana, w odpowiedzi na jego prośbę o pomoc w odniesieniu się do krytyki chrześcijaństwa z powodu wyznawania wcielonego Boga. Kwestie chrystologiczne porusza także list 219 związany z problemami chrystologicznymi mnicha z Południowej Galii, Leporiusza, który przybył do Augustyna, wygnany z powodu swych heretyckich poglądów przez swój Kościół lokalny.
Poglądy na temat dwóch natur w Chrystusie opisane w związku z historią Leporiusza, zawarte również pod oczywistym wpływem Augustyna w Libellusie emendationis mnicha galijskiego (CCL 64,113-117), bezspornie stały za chrystologicznymi formułami papieża Leona Wielkiego (por. Tomus ad Flavianum) i Soboru chalcedońskiego (451). Ukazuje to także Kazanie 194 „W Święto Narodzenia Pańskiego”. W sekcji pierwszej Augustyn mówił:
Obchodzimy ten dzień jako rocznicę, spodziewajcie się więc homilii odpowiedniej do tego dnia.

Narodził się Chrystus,

Bóg z Ojca, człowiek z matki,

Z nieśmiertelności Ojca, z dziewictwa matki.

Z Ojca bez matki, z matki bez ojca.

Z Ojca bez czasu, z matki bez nasienia,

Z Ojca początek życia, z matki koniec śmierci.

Z Ojca kieruje wszystkimi dniami, z matki konsekruje ten dzień.
Fragmentem biblijnym, który Augustyn szczególnie analizował był hymn z Listu do Filipian 2,5-11. Służył mu jako źródło dla teologii chrystologicznej i trynitarnej, szczególnie dla zgłębiania tematu o fundamentalnym dla niego znaczeniu, równości Ojca i Syna.

### Misterium paschalne
W swej refleksji nad Misterium paschalnym Augustyn kontynuował tradycję Szkoły aleksandryjskiej, przypominając, że słowo „pascha” należy rozumieć z hebrajskiego jako przejście. Raniero Cantalamessa OFM Cap wskazał, że nauczanie Augustyna stanowi nowy rozdział interpretacji tajemnicy paschalnej. Jako pierwszy bowiem ukazał jedność dwóch wymiarów misterium wielkanocnego: ludzkiego i boskiego – jedność pomiędzy paschą-przejściem Boga a paschą-przejściem człowieka. Biskup Hippony podkreślał przejście Chrystusa, będącego Głową Ciała-Kościoła, przez śmierć i zmartwychwstanie do Ojca (por. J 13,1). Rozumiał, że w Głowie, którą jest Jezus, także wszyscy ludzie przeszli do domu Ojca, przynajmniej in spe. Teksty Augustyna na ten temat to m.in. Odpowiedzi na pytania Januarego II,1.2.; Homilia na Ewangelię św. Jana 55, 1, Objaśnienie psalmu 120,6 oraz 140,25.

## Doktor łaski i ojciec mistyki
Augustyn położył fundament pod refleksję teologiczną na temat łaski. Ukazywał ją jako wszechmoc i wszechprzyczynowość Boga, rozumiane jako wszystkim władająca zasada (Do Symplicjana I q. 1,5.7.13.17).

### Wobec błędu pelagian: grzech pierworodny i łaska
Doktryna o łasce miała szczególne zastosowanie w prowadzonej przez niego wieloletniej polemice z pelagianami na temat skutków grzechu pierworodnego w naturze ludzkiej. Augustyn miał do niej dobre przygotowanie dzięki szkole jaką odebrał w Mediolanie od swego mistrza, biskupa Ambrożego. Jedynie łaska może wybawić ludzi z losu jaki czekał potomków Adama i Ewy, których położenie soteriologiczne określał jako massa damnata (pol. potępiona masa). Dzięki łasce zaś stają się massa purgata (pol. oczyszczona masa). Właściwe rozróżnienie między łaską i nietkniętą naturą pierwszych rodziców przed upadkiem było jednym z głównych punktów polemiki z Pelagiuszem. Augustyn szczegółowo opracował to zagadnienie w dziele O naturze i łasce napisanym w 415 r., w odpowiedzi na traktat Pelagiusza O naturze. Brytyjczyk twierdził, że stworzenie natury człowieka przez Boga było łaską i jako taka ma ona, z samego faktu wyjścia z ręki Bożej, który czyni wszystko dobrze, możliwość nie grzeszyć. Człowiek nie może utracić tej możliwości, gdyż jest to wpisane w jego naturę. Natura ludzka potomków Adama i Ewy jest tą samą naturą, mają więc tę samą możliwość nie grzeszenia co ich prarodzice przed grzechem. Augustyn, odwołując się przede wszystkim do Listów Pawłowych, ukazał, że człowiek w swej naturze jest i zawsze był zdolny zgrzeszyć. To iż Adam i Ewa mieli zdolność niegrzeszenia, zawdzięczali nadprzyrodzonej łasce Boga niezwiązanej z ich naturą. Łaskę tę utracili po grzechu pierworodnym – oni i cały rodzaj ludzki. Została przywrócona przez Jezusa Chrystusa. W nauczaniu Augustyna znalazły się już wszystkie istotne elementy dogmatu o łasce. Dalszy rozwój dogmatu uzupełnił tę wizję jedynie o pewne szczegóły.
Według Augustyna Wolna wola i wszechmocna łaska współpracują ze sobą, łaska nie odbiera człowiekowi wolnej woli, wręcz przeciwnie, umacnia ją. Tym co zniewala wolę jest grzech.

### Teolog łaski i manicheizm
Podkreślanie przez Augustyna zranienia ludzkiej natury w wyniku grzechu pierworodnego w polemikach z pelagianami i głoszenie konieczności łaski Bożej dla wyzwolenia z grzechu, było i jest przyczyną dopatrywania się w ujęciu Augustyna śladów poglądów manichejskich.
Augustyn był w latach 373-382 tzw. słuchaczem u manichejczyków, czyli początkującym adeptem. Od najmłodszych lat trapiło go pytanie: „skąd bierze się zło na świecie?”. Przy czym pod pojęciem zła rozumiał on przede wszystkim pożądliwość w człowieku. Po rozczarowaniu odpowiedziami, jakie dawał manicheizm, nastąpił u niego proces odchodzenia od poglądów manichejskich i przyjmowania wiary chrześcijańskiej, opisany w Wyznaniach w Księdze Dziewiątej. Augustyn został następnie przyjęty przez Biskupa Mediolanu Ambrożego do katechumenatu. Pisał o bólu, jaki sprawiała mu w czasie przygotowań do chrztu myśl o błędach naśladowców Manesa, m.in. o niechęci manichejczyków do sakramentów, spowodowanej obecnością w nich elementu materialnego:

Z jak gwałtownym i ostrym bólem to oburzałem się na manichejczyków, to znów litowałem się nad nimi – że owych sakramentów, owych lekarstw nie znają i jak niezdrowi na umyśle występują przeciw temu, co mogłoby uczynić ich zdrowymi!

Zapoznanie się w tym czasie z neoplatonizmem pomogło Augustynowi porzucić ducha manicheizmu, głównie poprzez zrozumienie, czym jest „czystość duchowa”. W wielu swych dziełach podejmował potem polemikę z poglądami Manesa. M.in. w traktatach: O Naturze dobra oraz Przeciw listowi Maniego, który nazywają «Listem podstawowym». Według niektórych krytyków Augustyna, m.in. Juliana z Eklanum, nie uwolnił się on całkowicie spod wpływu doktryny Manesa. Jak wykazał m.in. N. Cipriani, zarzut ten jest wysoce nieobiektywny i pozbawiony racjonalnych podstaw. Nawrócenie Augustyna na wiarę katolicką dokonało się poprzez przezwyciężenie materializmu i dualizmu manichejskiego – zarówno metafizycznego, jak i antropologicznego. Wiązało się to z przyjęciem przez niego trzech podstawowych założeń:
1. Zło nie jest substancją lub naturą, jest brakiem dobra ((łac.) privatio boni) lub nieuporządkowaniem dobra ((łac.) defectus a bonitate).
2. Każda substancja czy natura jest dobra, ponieważ uczestniczy w bycie i dobru Boga. Zło może powstać w bytach, gdyż zostały one stworzone z niczego ((łac.) ex nihilo)
3. Natura całkowicie zła nie istnieje, ponieważ byłaby ona czystym niebytem[49][50].

Poglądy Augustyna na temat manicheizmu są znane dzięki zachowanym do dzisiaj jego pismom przeciw-manichejskim, takim jak traktat o teologii małżeństwa, zatytułowany Wartości małżeństwa, czy trzy komentarze do Księgi Rodzaju: Przeciwko manichejczykom komentarz do Księgi Rodzaju; Niedokończony komentarz słowny do Księgi Rodzaju; Komentarz słowny do Księgi Rodzaju. Poglądy te znamy także dzięki zapisom polemicznych dysput, które prowadził Augustyn z manichejczykami pod koniec IV w. w Afryce północnej, wśród których są: Sprawozdanie z dyskusji z Fortunatem, Przeciw Faustusowi. Przeciw Sekundynowi.
Wedle manicheizmu drogą wyzwolenia spod wpływu zła, czyli zbawienia, jest poznanie. Może być ono osiągnięte nie dzięki wierze i moralności, ale przede wszystkim dzięki własnemu rozumowi. Dzięki zdobywaniu wiedzy o sobie i Bogu, tak jak to przedstawia system manichejski, można zrozumieć naturę siebie, świata i przeznaczenia, czyli to skąd przychodzimy, gdzie jesteśmy i dokąd zmierzamy. Ten aspekt manicheizmu zbliża go do gnostycyzmu, czyniąc go czymś więcej niż tylko systemem religijnym: mieszaniną systemu religijnego i filozoficzno-naukowego.
To właśnie racjonalny charakter manicheizmu przyciągnął młodego Augustyna, który szukał w nim odpowiedzi na przyczynę zła w świecie, zła które rozumiał przede wszystkim jako pożądliwość w człowieku. Ostatecznie Augustyn rozczarował się odpowiedziami, jakie dawali naśladowcy Manesa, co opisał we wspomnianej Księdze Dziewiątej Wyznań. Augustyn odkrył też przyczynę swego niewłaściwego trybu życia:

Czytałem: „Zadrżyjcie i już nie grzeszcie” (Ps 4,5). O, jakże mnie to poruszyło, Boże mój, gdy się wreszcie nauczyłem drżeć z lęku nad moją przeszłością, aby w przyszłości już nie grzeszyć. I nie bez powodu drżałem. Bo to przecież nie jakaś inna, obca natura, należąca do plemienia ciemności, we mnie grzeszyła – jak to sobie złudnie wyobrażają ci, którzy wprawdzie nad sobą nie drżą, lecz za to skarbią sobie gniew na dzień gniewu i objawienia się sprawiedliwego sądu Twego (por. Rz 2,5)

### Zagadnienie predestynacji
Pytanie o znaczenie Bożego przeznaczenia, tzw. predestynacji – czy można powiedzieć, że Bóg jednych przeznacza do wejścia do Królestwa, a innych do potępienia, pojawiło się po raz pierwszy w związku z kontrowersją pelagiańską.
Jak zauważył Agostino Trapè temat ten nie należał do głównych i zasadniczych twierdzeń wiary katolickiej, których właściwej interpretacji bronił Augustyn z Hippony przeciw Pelagiuszowi i jego uczniom. Augustyn skupiał się na ukazaniu „absolutnej darmowości łaski”, podkreślając, że wiara, usprawiedliwienie, ostateczne wytrwanie, a więc i życie wieczne są darem Bożym. Przeznaczenie jest tematem bliskim temu zagadnieniu ale pobocznym. Biskup Hippony pragnął jedynie tego, by zauważając przedwiedzę Boga (łac. praescientia) i Jego prawo do dysponowania swymi darami, uznać to, że dary Boże nie są udzielane ze względu na czyjąkolwiek zasługę. Lecz całkowicie darmowo – Bóg bowiem nie ma względu na osoby (por. Dz 10,34).
Augustyn wykazywał błąd pelagianizmu, twierdzącego, że wola ludzka obecnie jest tak samo wolna, jak przed upadkiem Adama i Ewy. Akcent położony przez doktora Kościoła na niezbędność łaski Chrystusa dla wolnej woli człowieka, został przez niektórych zrozumiany jako implicite uzależniający człowieka całkowicie od woli Boga. Według tej logiki osoby, odchodzące z tego świata w stanie niepojednania z Bogiem, czynią to z powodu tajemniczych wyroków Bożych. Początek dyskusjom dał napisany w 418 r. list 194 Augustyna na temat predestynacji i wolnej woli Do prezbitera Sykstusa, późniejszego papieża Sykstusa III. (por. Dar wytrwania / De dono perseverantiae / 21. 55; list 214,3 do opata Hadrumetum). Jak wskazał Agostino Trapè, list ten wywołał trwający po dziś dzień cały łańcuch reakcji a także błędnych interpretacji nauczania Augustyna, rozpoczętych przez mnichów z Marsylii. Niektórzy interpretatorzy „przez niewiedzę lub w złej wierze” odczytują to nauczanie w kluczu predestynacyjnym – wbrew wyjaśnieniom samego Augustyna.
W 429 r. Prosper z Akwitanii napisał list do Augustyna o problemach biskupów Prowansji i Marsylii, którzy nie mieli sympatii pelagiańskich, jednak nie rozumieli, jak można połączyć predestynację z doktryną o wolnej woli. Według ich rozumienia nauki Augustyna człowiek był marionetką spełniającą Boże plany. Do Augustyna napisał także pewien Hilary, przekazując obawy pewnych osób wobec groźby fatalizmu: jeśli jest predestynacja, jaki jest cel upominania bliźnich?. Augustyn odpowiedział na te wątpliwości pisząc traktaty: O przeznaczeniu świętych (De praedestinatione sanctorum) oraz Dar wytrwania.
Temat oddziaływania miłości Boga na wolną wolę wyjaśniał także komentując Ewangelię według św. Jana. Pokazywał, że Bóg wzbudza w sercu człowieka pragnienie kosztowania rozkoszy duchowych, a to w niczym nie ogranicza wolności wyboru:

"Nikt nie może przyjść do Mnie, jeśli go nie pociągnie Ojciec" (J 6,44). Nie myśl, że pociągany jesteś przemocą; także miłość pociąga duszę. I nie powinniśmy się obawiać, że opierając się na tym zdaniu Ewangelii, ci, którzy dociekają słów, ale bardzo dalecy są od rozumienia spraw Bożych, sprzeciwią się nam i powiedzą: "Jak mogę wierzyć z własnej woli, skoro jestem pociągany?" Odpowiadam: "Pociąga cię nie tylko wola, pociąga cię także przyjemność".
Co to znaczy być pociągniętym przez przyjemność? "Raduj się w Panu, a On spełni pragnienia twego serca" (Ps 31,4). Istnieje jakaś przyjemność serca, której pożywieniem jest chleb niebieski. Jeśli poeta mógł powiedzieć: "Każdego pociąga jego własna przyjemność", nie konieczność, ale przyjemność, nie obowiązek, ale rozkosz, o ileż bardziej możemy powiedzieć, że do Chrystusa pociągany jest ten, kto znajduje przyjemność w prawdzie, świętości, sprawiedliwości, życiu wiecznym, jako że wszystkim tym jest właśnie Chrystus.
Jeśli zmysły ciała mają swe przyjemności, to czyż dusza nie może mieć swoich? (...) "Błogosławieni – mówi Pan – którzy łakną i pragną sprawiedliwości" (Mt 5,6) tu na ziemi – "albowiem będą nasyceni" tam w niebie! Takiemu dam to, co miłuje; udzielę tego, czego pragnie. Zobaczy to, w co wierzył, nie oglądając; będzie spożywał to, czego łaknął; nasyci się tym, czego pragnął. Kiedy? Gdzie? Przy zmartwychwstaniu umarłych, albowiem "Ja go wskrzeszę w dniu ostatecznym" (J 6,40).
(Homilie na Ewangelię św. Jana 26,4-6)

Jak ukazał Maurice le Landais, jednym z pojęć, którymi posługiwał się Augustyn była „niezmienność przeznaczenia” (łac. immobilitas praedestinationis, por. In Jo. 53,6; 86, 1; 99,5; 105,5). Pojęcie to odnosiło się do niezmiennej, pozaczasowej natury Boga, który panuje nad czasem i życiem człowieka poddanym przemijalności. W Słowie Wcielonym jest już zarówno przeszłość, jak i przyszłość człowieka. Augustyn szedł tu za myślą św. Pawła Rz 8,28-30 (por. In Jo. 115,4): „poznał od wieków..., przeznaczył..., powołał..., usprawiedliwił..., obdarzył chwałą...”. Możemy tu – wskazywał Augustyn – rozpoznać trzy etapy:
1. odwieczna wiedza i przeznaczenie przed stworzeniem świata
2. powołanie czyli wybranie oraz usprawiedliwienie w tym świecie przed jego końcem
3. uwielbienie po końcu świata (por. In Jo. 68,1)

Bóg widzi ludzi według ich podziału, który dokona się w Dniu Sądu Ostatecznego. Przeznaczenie oznacza dla Augustyna w komentarzu do Ewangelii św. Jana odwieczną wiedzę Boga zastosowaną do konkretnych ludzi (por. In Jo. 121,5). W tym sensie, przeznaczonymi na śmierć wieczną są ci, o których Bóg wie, że mając wolną wolę wybiorą potępienie.
Dyskusja miała swą dalszą kontynuację po śmierci doktora Kościoła. Głównym obrońcą ortodoksji wizji augustyńskiej był Prosper. Nie zawsze stosował on zasady fair play. Jego przeciwnicy z kolei przedstawiali stwierdzenia, mające być według nich nauką o predestynacji, które w niesmaczny sposób przeinaczały myśl Augustyna. Wincenty z Lerynu w swoim Commonitorium zestawił dosyć żenującą listę rzekomych wyjątków z dzieł Augustyna, której zamierzeniem było przedstawienie poglądów Augustyna w najgorszym świetle.
Według Geralda Bonnera, nauczanie Augustyna, jakkolwiek nie do końca jasne, nie może być rozumiane na sposób, w jaki zinterpretował je kalwinizm. Augustyn pisał o przedwiedzy Boga. Ale czasem wypowiadał się jakby niektórzy ludzie byli przeznaczeni na karę. Wizja grzechu pierworodnego Augustyna wskazuje na to, że nie rozumie on tych stwierdzeń jako arbitralnej decyzji Boga, by stworzyć pewnych ludzi jako "naczynia gniewu", których potępienie miałoby służyć większej chwale Bożej. Najgorsze, czego można ew. dopatrzeć się w tezach Augustyna, jest jedynie to, że Bóg nie ma absolutnej woli, by zbawić wszystkich ludzi.

### Teolog mistyczny
Jak wykazał m.in. B. McGinn Augustyna należy także uznać za ojca zachodniej mistyki.
Wkładem szczególnym, poprzez który biskup Hippony i doktor Kościoła położył niejako fundamenty pod późniejszą refleksję nad doświadczeniem mistycznym, było
1. nauczanie o wstępowaniu duszy do kontemplacyjnego i ekstatycznego doświadczenia obecności Boga;
2. przekonanie, że warunek możliwości takiego doświadczenia tkwi w naturze osoby ludzkiej jako obrazie Trójjedynego Boga;
3. konieczność roli Chrystusa i Kościoła w osiąganiu owego doświadczenia[73].

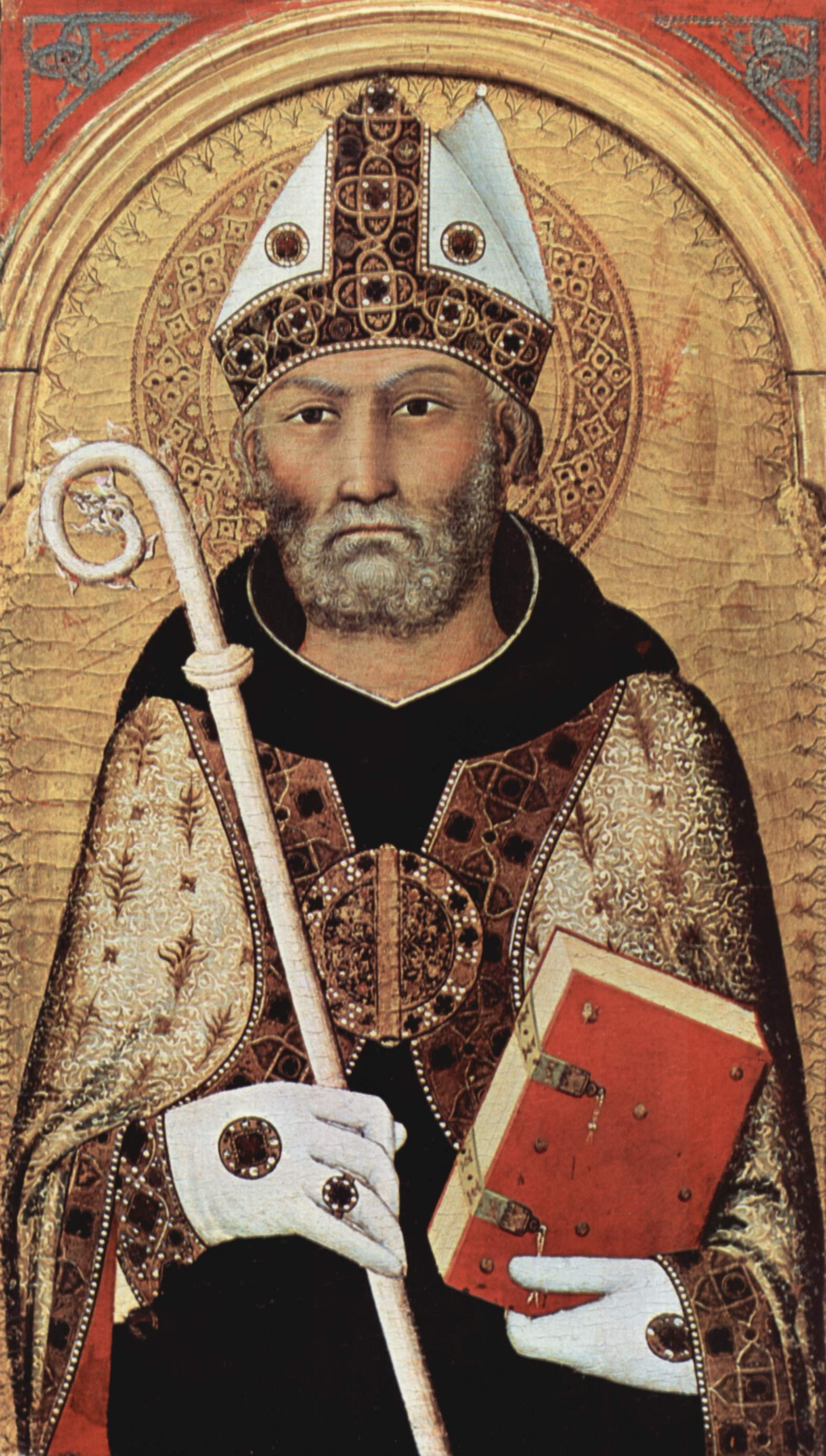
Średniowieczny wizerunek św. Augustyna w insygniach biskupich. Simone Martini (1284–1344)

## Teologia Kościoła i sakramentów

### Zagadnienia metodologiczne
Rozumienie i praktyka sakramentalna miały zupełnie inny kontekst u Augustyna niż w średniowieczu. W czasach Ojców Kościoła sakramenty miały wymiar mistagogiczny, w który wtajemniczano katechumenów (kandydatów) w trakcie ich przygotowania do chrztu. Od czasów średniowiecza, bardzo długo w Kościele postrzegano sakramenty poprzez pryzmat teologii scholastycznej XIII wieku. Była ona owocem z jednej strony przyswojenia sobie aparatu pojęciowego greckiej metafizyki, z drugiej zaś odejścia od katechumenatu i zastąpienia nauczania mistagogicznego odbywanego w trakcie liturgii, wykładaniem katechizmu w salach lekcyjnych. Teologia sakramentów w XXI wieku, po odnowie liturgicznej soboru watykańskiego II, w dużej mierze postrzega sakramenty znów na sposób patrystyczny. Jan Paweł II mówił w swych katechezach, że to biblijno-patrystyczne podejście odnowy soborowej jest podejściem znaczeniem szerszym, i chyba także pierwotniejszym oraz bardziej podstawowym w porównaniu do rozpowszechnionej teorii "hylemorficznej", przyjętej i pogłębionej przez Tomasza z Akwinu i całą tradycję scholastyczną.
Przy analizie teologii sakramentalnej Augustyna możemy więc mieć dwa podejścia. Jedno próbujące odnaleźć w nauczaniu Augustyna przygotowanie teologii scholastycznej. Siłą rzeczy, takie podejście będzie traktować sakramentologie patrystyczną Augustyna jako bardziej pierwotną, czyli – odwrotnie niż uważał Jan Paweł II – bardziej prymitywną, mniej rozwiniętą niż scholastyczna. Drugie podejście, będzie się starało odczytać teorię i praktykę Augustyna jako etap w historii Kościoła bliższy czasom biblijno-apostolskim, a więc bliższym źródła.
Przedstawicielem pierwszego podejścia był Eugène Portalié, autor piszący na początku XX w. dla Dictionnaire de théologie catholique (DTC). Analizował on doktrynę sakramentalną Augustyna, tak by odnaleźć w nauczaniu Augustyna elementy istotne dla scholastycznej teorii sakramentu, obowiązującej w Kościele w okresie potrydenckim. Według niego refleksja biskupa Hippony nad sakramentami jest wcześniejszym, o mniejszym stopniu dopracowania etapem sakramentologii. Według niego pojęcie sakramentu nie ma jeszcze u Augustyna tej ścisłości, którą nada mu wiek XIII. Dlatego jako zadanie postawił sobie zebranie rozproszonych elementów nauczania Augustynowego, by wykazać, szczególnie w polemice z rozumieniem protestanckim, katolickość teologii sakramentalnej biskupa Hippony.
Do drugiej grupy należał piszący niedługo przed Soborem watykańskim II, Charles Couturier SJ, który pisał we wstępie do swej analizy nauczania Augustyna:

Przeniknięci ideami nowoczesnymi na temat sakramentów, czy nie zniekształcamy nieświadomie tekstów augustyńskich? Czy nie każemy im mówić więcej niż zawierają w rzeczywistości? Stąd bierze się nieunikniona dolegliwość czytania cytatów augustyńskich rozsianych po wszystkich traktatach poświęconych sakramentom: czy nie są one odizolowane? Czy ich sens nie jest wymuszony?

Autor podjął swoje studium teologii sakramentalnej Augustyna, badając znaczenie słowa sacramentum w całości pism augustyńskich. Wyniku obszernych i szczegółowych analiz wyodrębnił trzy podstawowe znaczenia:
- sakrament-obrzęd
- sakrament-symbol
- sakrament-tajemnica[76]

To ostatnie znaczenie "tajemnicy" jest rozumiane w sensie tajemnic wiary, prawd teologicznych, takich jak np. Trójca, Wcielenie.
Zagadnienie przejścia w okresie średniowiecza od patrystycznego, symbolicznego podejścia Ojców Kościoła do sakramentów, do postrzegania ich na sposób scholastyczny, czyli dialektycznie i racjonalistycznie, badał Henri de Lubac m.in. w książce Augustinisme et théologie moderne (1965).

### Nauczanie Augustyna z punktu widzenia tradycji neoscholastycznej
Eugène Portalié przedstawia następujące elementy sakramentu w rozumieniu Augustyna:
- jest znakiem religijnym, signum sacrum (por. Państwo Boże, X.5).
- jest więzią społeczną, źródłem jedności między członkami Kościoła: Pan... związał społeczność nowego ludu sakramentami o niewielkiej ilości, łatwymi w sprawowaniu i znaczeniem przewyższającymi wszystko. (Homilia, 54,1)
- jako znak uzyskuje szczególną rolę obrzędu upamiętniającego przeszłość ("pamiątka"), oznaczającego święty dar, który mamy przyjąć, (por. List 55,2 PL 33,205). Należy rozumieć, że dar przyjęty to łaska, która jest uobecniana przez obrzęd, zgodnie z tym, jak został ustanowiony przez Chrystusa. Dar łaski jest niezależny od zasług szafarza. Idee te spotykamy w pismach Augustyna rozrzucone. Augustyna nie dokonał syntezy w odniesieniu do wszystkich sakramentów. Ponadto Doktor Kościoła nadawał nazwę "sakrament" wielu rzeczom, które nie są nim dla nowożytnej, neoscholastycznej sakramentologii, jak np. traditio symboli (przekazanie symbolu wairy) czy Modlitwa Pańska (por. Homilia 228,3 PL 38,1102). Mówił też o sakramencie egzorcyzmu (Homilia 227 PL 38,1103)[79].

#### Wewnętrzna skuteczność sakramentów
Refleksja Augustyna nad skutecznością sakramentów znalazła swój szczyt rozwoju przy okazji schizmy donatystycznej.
Zarówno donatyści, jak i katolicy zgadzali się co do uświęcającego wpływu sakramentów, będących nowością w stosunku do Starego Przymierza. Podczas gdy tam zapowiadały, były proroctwem łaski, nasze sakramenty ją przynoszą. (por. Przeciw Faustusowi, XIX, 13.6 PL 42,355-356.) Można rozpoznać trzy istotne elementy sakramentu: obrzęd, szafarz i podmiot, czyli człowiek przyjmujący i jego wiara. Augustyn przyjął następujące wnioski:
- sakrament jest ważny niezależnie od stanu szafarza, nawet jeśli jest zdrajcą, lub heretykiem. Szafarz nie traci władzy święceń przez swe upadki. Powód podstawowy podaje Augustynowa teoria Kościoła. Prawdziwym szafarzem sakramentów nie jest dany człowiek, nawet wyświęcony, jest nim Kościół, oblubienica Chrystusa, która go posyła, a ostatecznie to sam Chrystus, który działa w Kościele i przez Kościół. Także, gdy szafarz jest od niego oddzielony przez herezję lub schizmę, jest przedstawicielem tego Kościoła, którego charakter (duchowe znamię) nosi poprzez święcenia. Zatem to wspólnota Kościoła udziela chrztu, nawet gdy sakrament jest dawany przez zatwardziałego heretyka (por. O chrzcie III,17.22-23 PL 43-149-150). Jest ona gołębicą, która rodzi ludzi do życia wiecznego w swoim łonie i w łonach swoich służebnic (kościołów lokalnych) – z tych samych sakramentów, jakby z nasienia swego męża (O chrzcie I,10.14).

- Gdy chrzest jest udzielany przez heretyka, nie daje on wtedy łaski. Augustyn często wyrażał tę opinię. Przyczyną jest zła dyspozycja osoby przyjmującej sakrament (podmiot), która godzi się na przyjęcie go od kogoś niebędącego w jedności z Kościołem: O ile zgadza się na nieprawość heretyków.... (O chrzcie III,10.13 PL 43,144; por. Przeciw listowi Parmeniana II,11.24 PL 43,68; List 98, 5).

- Teoria ożywania sakramentów wynika z całości tej doktryny. Kiedy heretyk powraca do jedności z Kościołem w odpowiedniej dyspozycji, sakrament zaczyna w nim owocować świętością, podczas gdy wcześniej miał przeszkodę z winy podmiotu (por. O chrzcie przeciwko donatystom I, 12.18 PL 42, 119).

Augustyn nauczał skuteczności sakramentów w takim samym sensie, w jakim później scholastyka, która stworzyła termin ex opere operato. Najlepiej ilustruje to zdanie zawarte w dziele Przeciw Kreskoniuszowi:

Chrzest dokonuje się nie dzięki zasługom tych, którym się udziela sakrament, ani też tych, którzy udzielają, lecz – gdy dobrze się nimi posługują ku zbawieniu – jego własną świętością i prawdziwością, ze względu na Tego, który go ustanowił (IV,16.19; PL 43, 559).

#### Charakter sakramentalny
Augustyn jest pierwszym Doktorem Kościoła, który wprowadził termin "charakter" (duchowe znamię). I chociaż nigdy nie używał słowa "nieusuwalny" (łac. indelebilis) w odniesieniu duchowego znamienia, tak właśnie rozumiał jego naturę. Augustyn nie wymyślił tego pojęcia, jedynie nadał nazwę temu, czego nauczali jego poprzednicy, gdy mówili, że ani chrzest, ani święcenia nie są usuwane przez apostazję, a więc nie trzeba ich powtarzać. Według Augustyna "charakter" sakramentalny jest jak niezmazywalny znak na duszy, analogiczny do znaku, jaki w jego czasach nosili na swym ciele żołnierze armii cesarskiej (por. Przeciw listowi Parmeniana II, 13.29 PL 43,71).

## Doktor miłości – zagadnienia teologii moralnej

### Wiara
Augustyn rozróżniał między wiarą chrześcijańską, wraz z tym co zawiera, wyciśniętą w sercach wierzących dzięki nauczaniu Kościoła, a osobistym aktem wiary, który może być błędny (O Trójcy Świętej 13.3.5). Treść wiary chrześcijańskiej streszczona jest w symbolu, albo w regule wiary. Zarówno Stary, jak i Nowy Testament mówią o tej samej wierze. Różnica polega na tym, że wpierw ludzie wierzyli w rzeczywistości oczekiwane, wraz z przyjściem Chrystusa wiara dotyczy rzeczywistości już przeżywanych (Przeciw Faustusowi 19.17; Homilie na Ewangelię św. Jana 45.9; List 157.14; Przeciwko listom pelagian 3.11; Państwo Boże 18.47).
Dla biskupa Augustyna wiara ma trzy wymiary:
1. wierzyć, że Bóg jest (credere Deum)
2. wierzyć Bogu (credere Deo)
3. wierzyć w Boga (credere in Deum)[80][81]

#### Wierzyć, że Bóg jest
Wiara jest różna od wiedzy, gdyż jest uznaniem istnienia rzeczywistości, gdy jest ona nieobecna, czy raczej, gdy nie można jej ani zobaczyć, ani pojąć (List (o widzeniu Boga 147,7.10.30). Jest różna także od opinii lub wątpienia, gdyż cechą wiary jest to, że jest pozbawiona błędu lub niewiedzy, wahania lub niepewności. Wiara jest pewną zgodą rozumu (Enchiridion o wierze nadziei i miłości 7,20; por. Duch i Litera 31.54). Jest przyzwoleniem, jest więc też, z zasady, aktem woli. Akt ten może nie być doskonały, gdyż może być niedojrzały lub głupi, albo też ktoś może trwać w uporze przeciw wierze (O przeznaczeniu świętych 2.5 PL 44,966; O pożytku wiary 10.23-11.25; O kłamaniu 3).

#### Wierzyć Bogu
Wiara wiąże się z przyjęciem autorytetu tego, który mówi, np. wędrowca opowiadającego o odległym miejscu, lub uczestnika wydarzenia z przeszłości (Wyznania 6,5.7; O wierze w rzeczy niewidzialne 2.4; List 147,8; Państwo Boże 11.3). Przykładami zawierzenia Bogu są Abraham i Maryja (O Trójcy Świętej 13.18.23; Enchiridion 10.34).

#### Wierzyć w Boga
Wyrażenie wiara w Boga (credere in Deum) jest niespotykane poza łaciną chrześcijańską. Dla Augustyna jest czymś więcej wierzyć w Boga, niż wierzyć, że Bóg jest. Tę drugą mają bowiem też demony (O wierze i uczynkach 27nn). Wiara w Boga jest osobistym przylgnięciem do Boga (Homilie na Ewangelię św. Jana 29.6 oraz 48.3; Objaśnienia Psalmów 130.1). Wiara jest poniekąd niekompletna, ponieważ nie przynosi zbawienia bez miłości. Tylko dzięki łasce, dzięki miłości uczynki wynikające z Prawa Bożego mogą być wypełnione (Komentarz do Listu do Galatów 44; Duch i litera 12.22; 30.52; 33.57; O wierze i uczynkach 21,39; List 157.8; O naturze i łasce 16.17; Enchiridion 31.117; O łasce i wolnej woli 14.28).
Chociaż wiara jest wolnym aktem człowieka, zgodnie z nauczaniem Augustyna z Hippony potwierdzonym przez 2 synod w Orange (529), od pierwszego pojawienia się w umyśle jest ona owocem działania Bożego, jest darem łaski oświecającej duszę.

### Jedność kobiety i mężczyzny
Augustyn uznaje równość kobiety i mężczyzny – oboje posiadają w jednakowym stopniu w swej duszy obraz Boży. Za św. Pawłem przyjął on trzy pary podobnych do siebie związków: Chrystusa i Kościoła, męża i żony, ducha i ciała. Rozwijając naukę Apostoła, biskup Hippony uznał, że małżeństwo jest podobne do relacji umysł-ciało – gdzie mąż jest symbolem umysłu, a żona symbolem ciała – dzięki temu też mogą oni być znakiem-sakramentem miłości Chrystusa-Głowy i Kościoła-ciała. Ale to pociąga za sobą stwierdzenie, że jedynie mężczyzna, jako symbol Chrystusa-Głowy jest obrazem Boga, a kobieta, jako symbol Kościoła-Ciała, obrazem tym nie jest, będąc jednak podobieństwem Chrystusa. Tak też nauczał Św. Paweł, że mężczyzna jest obrazem i chwałą Boga, a kobieta chwałą mężczyzny. Uprzedzając nieporozumienia Augustyn zaraz jednakże z mocą podkreśla, że chociaż żona, będąc kobietą poprzez ciało, jako kobieta obrazem Boga nie jest – oboje, mąż i żona, w równym stopniu mają godność ludzką – mając dusze rozumne, w równym stopniu noszą w sobie obraz Boży i oboje są zdolni do kontemplacji Boga:

Jednak także i kobieta, która kobiecość zawdzięcza ciału, odnawia się w duchu swojego umysłu (por. Ef 4,23) ku poznaniu Boga, według obrazu Tego, który ją stworzył (Kol 3,10), gdzie już nie ma mężczyzny ani kobiety (por. Ga 3,28). Tak więc nie są odsunięte kobiety od tej łaski odnowy i przywrócenia pierwotnej jasności (reformatio) obrazu Bożego, chociaż w płci ich ciała jest ukazane (figuratum) coś innego, i ze względu na to właśnie jedynie sam mąż nazywany jest obrazem i chwałą Boga (zob. 1 Kor 11,7); tak więc w stanie pierwotnej niewinności człowieka, ponieważ i kobieta była człowiekiem, miała ona przeto duszę rozumną (mens rationale), co w sposób oczywisty świadczy, że uczyniona została na obraz Boży.

### Teologia polityczna Augustyna
W swej teologii politycznej Augustyn z Hippony rozwinął i zastosował w odniesieniu do życia społecznego zasady odnoszące się do porządku moralnego życia jednostek. Augustyn kładł silny nacisk na etykę, w której zaznaczył się bardzo silnie wpływ greckiego ideału piękna oraz rzymskiego ideału prawa.

#### Miłość i porządek
Etyczne postępowanie polega, według niego, ponad wszystko na szanowaniu porządku bytów, dzięki właściwej ocenie wartości i odpowiadającemu tej ocenie postępowaniu. Porządek moralny jest porządkiem miłości, gdyż to miłość jest siłą zapewniającą życie moralne. Augustyn podkreślał, że moralność ma charakter społeczny, realizuje się w społeczeństwie, we wspólnocie z innymi. Miłość jest wspólnoto-twórcza. Podobnie jak miłość do artysty, rodzi sympatię do wszystkich jego wielbicieli, podobnie jest i w społeczeństwie. Jeśli członkowie społeczeństwa podzielają miłość do Boga, rodzi się miłość między nimi. Sprawiedliwy kocha wszystkich w Bogu, także swoich wrogów. Nie boi się ich, gdyż nie mogą mu odebrać najwyższego dobra, jakim jest Bóg (por. O nauce chrześcijańskiej, I,29.30 PL).

#### Pokój
Według Augustyna celem każdego społeczeństwa jest pokój. Nikt, ostatecznie, nie może go nienawidzić. Nawet napastnik po to prowadzi wojnę,  aby żyć w pokoju i porządku, jakiego sobie życzy. Pokój może się wiązać z buntem przeciw Bogu, może też być narzucony siłą, ale jest pokojem – chociaż jest to pokój niesprawiedliwy. Pokój sprawiedliwy jest uporządkowaną zgodą (łac. ordinata concordia), dokonuje się on, kiedy jest zachowana reguła; "Nikomu nie wyrządzać niesprawiedliwości i być gotowym pomóc każdemu, kto jest w biedzie" (Państwo Boże XIX.12). Zaczyna się od społeczności podstawowej, naturalnej, jaką jest rodzina, ale reguła ta znajduje zastosowanie także w stosunku do państwa.

#### Dwa państwa
Ponieważ żadne państwo doczesne nie jest rządzone przez samą tylko miłość, w praktyce w każdym kraju istnieją dwie wspólnoty-państwa: państwo Boże i państwo szatana. Nie chodziło Augustynowi o rozróżnienie na instytucję Kościoła i struktury państwa świeckiego. Chodziło mu o dwie wspólnoty ludzi przeciwstawnie do siebie ukierunkowanych duchowo. Z pewnością miał tendencje do tego, by widzieć w ówczesnym Cesarstwie rzymskim, z jego zepsuciem moralnym, obraz państwa szatana, ale bynajmniej nie twierdził, że każde świeckie państwo takim być musi. Przeciwnie państwo jest środkiem zaradczym, zw względu na swoje zewnętrzne uporządkowanie i prawa, przeciw grzechowi. Ziemskie państwo może co najwyżej sprawiać, że ludzie nie będą się bardziej pogrążać w grzechu, bo stwarza warunki zewnętrznego pokoju i bezpieczeństwa. Chrześcijanie powinni być posłuszni nawet tyrańskim władcom. Augustyn twierdził, że władca może ograniczyć na zewnątrz złe czyny obywatela – w konsekwencji akceptował represje wobec heretyków. Państwo ma narzędzia od Boga, by wymierzać kary swym obywatelom. Kar nie potrzebują jedynie nieliczni sprawiedliwi, kierujący się w swym życiu miłością w stopniu doskonałym, będącą darem łaski.

## Eschatologia
Eschatologiczne poglądy Augustyna miały znaczący wpływ na całą późniejszą tradycję chrześcijańską, która przyjęła formę wykładu uniwersyteckiego jako traktat O rzeczach ostatecznych: śmierć, sąd, niebo, piekło (De novissimis). Ważnym wkładem biskupa Hippony było zwłaszcza jego rozumienie czasu w życiu człowieka, które szeroko omówił w XI księdze Wyznań oraz obszerna teologia historii przedstawiona w Państwie Bożym. Istotnym elementem jego eschatologii było również zmartwychwstanie ciała. W nauczaniu na ten temat, według Davida G. Huntera, „bardziej niż w innych kwestiach, myśl Augustyna odeszła od «spirytualizmu» tak manichejczyków, jak i platończyków”.
Cała teologia Augustyna miała charakter eschatologiczny. Ukierunkowanie, światło i znaczenie dla najważniejszych tematów teologicznych podejmowanych przez siebie, jak teologia łaski, eklezjologia, refleksja nad historią w świetle wiary, Augustyn znajdował właśnie w eschatologii.
Augustyn rozwijał swą refleksję zarówno w odniesieniu do ludzkiej społeczności, jak i do losu poszczególnych jednostek. Jego wizja Kościoła jako wspólnoty objawiającej królestwo Chrystusowe – owo „Państwo Boże”, którego częścią ludzie stają się zależenie od osobistego nawrócenia, a nie politycznej lub zewnętrznej przynależności – ale nie tożsamej z nim, była podobna do tego, jak Kościół został przedstawiony przez nauczanie  soboru watykańskiego II jako sakrament zbawienia (Lumen gentium 48 oraz 1).
Według Augustyna osobowość człowieka ma naturę eschatologiczną. Człowiek jest pielgrzymem. Dojrzewamy do pełni swego człowieczeństwa poprzez dokonujące się w doczesności przejście od życia ziemskiego przez śmierć ku zmartwychwstaniu. Jako młody człowiek Augustyn poszukiwał końca pielgrzymki w szczęśliwym życiu (beata vita), w swym wieku dojrzałym ukazywał go jako życie wieczne. Podkreślał, że obecne życie jest nasycone łaską Bożą w doczesnym „teraz”, co może rodzić pokusę osłabienia "eschatologicznego przynaglenia". Dlatego przypominał, że ulubionym czasem chrześcijanina jest czas przyszły, dopiero bowiem w przyszłości „sami staniemy się szabatem” (Państwo Boże 22.30), który jest „życiem wiecznym”. Szczególnie w trakcie polemik z uczniami Maniego (216–276), Augustyn podkreślał, że ciało, które zmartwychwstanie będzie tożsame z ciałem, które zostało pochowane w grobie (Przeciw Faustusowi /Contra Faustum Manichaeum/ 11.3). Również w polemice z poglądami  neoplatońskimi Porfiriusza (232–305), który twierdził, że „trzeba uciekać od wszelkiego ciała”, Augustyn bronił wiary chrześcijańskiej na temat zmartwychwstania ciał (Państwo Boże 10.29,22.26; Homilia 241.7).
Zbawienie bowiem polega nie na ucieczce od ciała, lecz raczej na intensyfikacji cielesnego doświadczenia  możliwego dzięki nowej jedności duszy i ciała, niepodlegającej już więcej zniszczeniu. Analogicznie, ciało będzie też odgrywało ważną rolę w losie tych, którzy zmartwychwstaną, by wejść w śmierć drugą (por. Ap 20,13-15), określanych przez Augustyna jako massa damnata (wielość potępionych). Ciało będzie jednym z powodów ich wiecznego cierpienia. Psychicznemu bólowi spowodowanemu odrzuceniem Boga będzie towarzyszyć fizyczny ból wiecznego ognia (por. Mt 13,41-43; Państwo Boże XXI,2.2). Doświadczenie psycho-somatycznego cierpienia będzie wieczne z powodu jedności ciała i duszy. Gdy w śmierci kończącej życie doczesne dusza jest zmuszona opuścić ciało wbrew swej woli – w wiecznej śmierci, odwrotnie, będzie przez nią wbrew swej woli trzymana w ciele:

Śmiertelnych i na pewno mających umrzeć ciał nie zabija bynajmniej każdy ból: jeśli jakiś ból może zabić, pochodzi to z tej przyczyny, że dusza jest związana z ciałem w taki sposób, iż przed największymi bólami cofa się i odchodzi. Przecie samo złączenie członków i pierwiastków ożywiających jest tak słabe, iż nie może oprzeć się owej wywołującej ciężki lub najcięższy ból sile. Kiedyś jednak dusza będzie związana z takim ciałem i w taki sposób, iż podobnie jak węzła tego nie rozwiąże najdłuższy nawet okres czasu, tak też nie rozerwie go żadna boleść. Aczkolwiek teraz więc nie ma takiego ciała, które mogłoby znieść wszelkie uczucie bólu nie ponosząc śmierci, wtedy jednak i ciało będzie inne, niż jest teraz, i śmierć będzie nie taka jak teraz. Bo śmierć będzie istniała, lecz jako śmierć wieczna, gdy dusza ani nie zdoła żyć nie mając Boga, ani pozbyć się cierpień ciała przez śmierć. Pierwsza śmierć wbrew woli duszy wygania ją z ciała, druga wbrew woli duszy zatrzymuje ją w ciele: obydwie śmierci mają tę wspólną właściwość, że dusza ze strony swojego ciała doznaje tego, czego nie chce
 (Państwo Boże XXI,3.1 – przekład Wiktora Kornatowskiego)

Szczęście tych, którzy zmartwychwstaną ku życiu wiecznemu – Augustyn określał ich jako massa purgata (pol. masa, wielość oczyszczona ), wielość pojednanych z Bogiem przez jedynego pośrednika Jezusa Chrystusa (por. 1 Tm 2, 5) – będzie polegało przede wszystkim na odwróceniu skutków grzechu pierworodnego. Zmartwychwstałe ciało będzie doskonale podlegało duszy (Państwo Boże 22.21), choroby, cierpienie i śmiertelność zostaną zastąpione przez niezniszczalność (Homilia 242A.3). Doczesny brak poznania i trudność w zdobywaniu wiedzy, w zmartwychwstaniu zostanie zastąpiony wiedzą, która będzie kompletna i pewna i nie będzie wymagała żadnego trudu:

A jakże głęboka, jak piękna i jak pewna będzie uzyskiwana bez błędu i wysiłku wiedza o wszelkich rzeczach tam, gdzie mądrość Bożą będzie się z poczuciem najwyższej szczęśliwości i bez jakiejkolwiek trudności piło z samego jej źródła! Jakież stanie się nasze ciało, gdy, całkowicie podległe duchowi i należycie przezeń ożywiane, nie będzie potrzebowało żadnych pokarmów! Bo nie będzie to już ciało zmysłowe, ale ciało duchowe (por. 1 Kor 15,44), mające wprawdzie cielesną substancję, lecz wolne już od wszelkiego cielesnego zepsucia (Państwo Boże XXII, 24.5 – przekład Wiktora Kornatowskiego)